# Koff

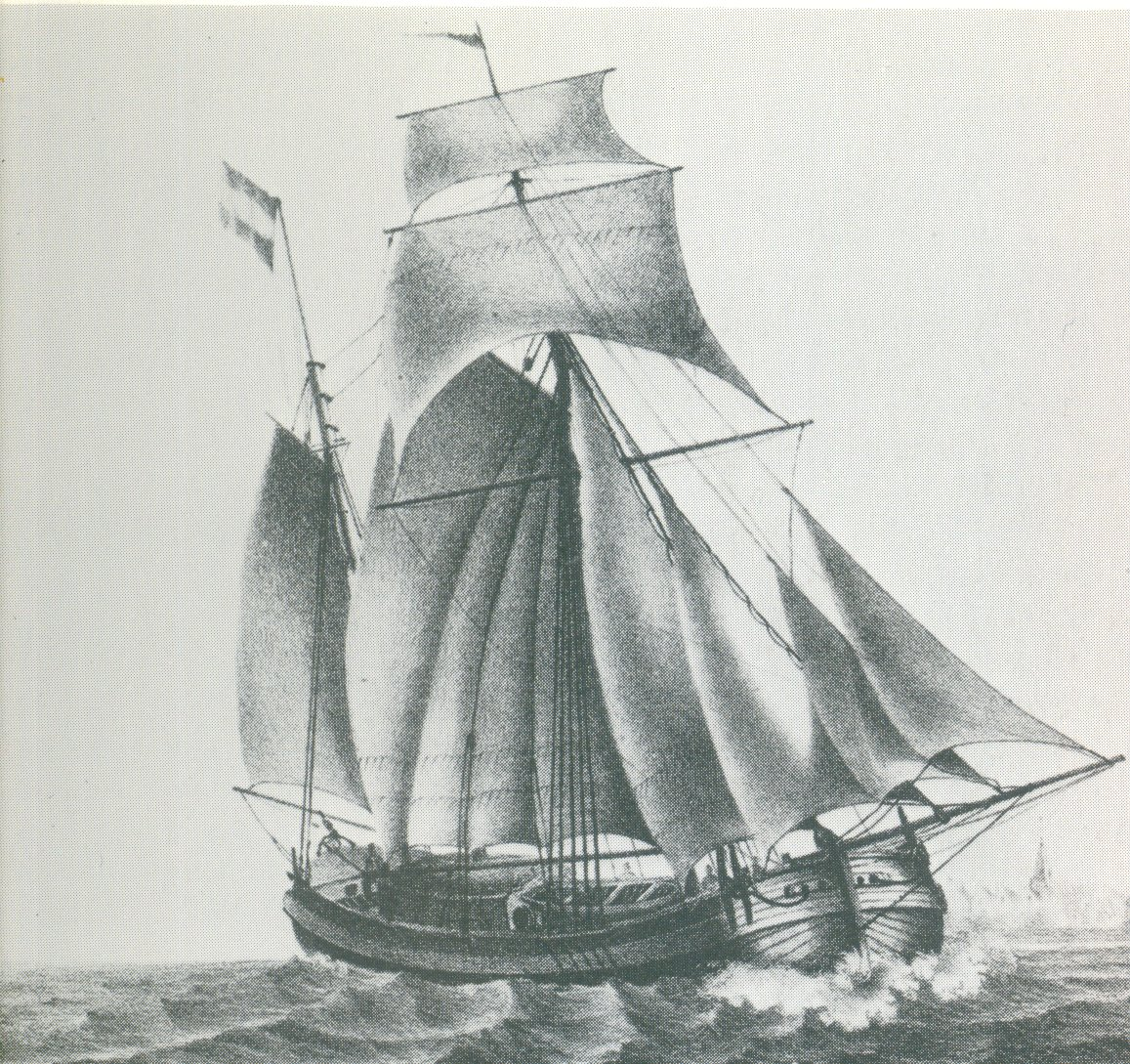
Un koff (illustration de 1831).

Un koff est un type de voilier, grée en goélette à hunier, à bordage arqué et poupe arrondis, proche d'une flûte et d'une galiote. Il est très utilisé pour la navigation côtière au large de la Belgique, des Pays-Bas et de l’Allemagne aux 18e et 19e siècles.

## Historique
Le koff s'est développé à la fin du 17e siècle aux Pays-Bas. Plus petit qu'une flûte, son bordage arqué et sa poupe arrondis offraient toutefois plus de capacité de stockage à bord. C'est pour cette raison qu'il sera largement utilisé aux 18e et 19e siècles pour la navigation côtière au large de la Belgique, des Pays-Bas et de l’Allemagne.
Les koffs étaient souvent recensés parmi les galiotes par les sources contemporaines car les différences étaient très subtiles : les galiotes étaient considérées comme plus mince et donc plus élégantes. 

## Description
Un koff typique possède deux mâts : le mât d'artimon dispose d'une seule voile : une brigantine. Le grand-mât, disposé à l'avant, porte une grand-voile constituée par une voile à corne, surmontée d'une ou deux voiles carrés, ce qui correspond à un gréement de goélette à hunier. 
La coque était ventrue avec un fond plat, une proue et une poupe fortement arrondis et surélevés. Un rouf pouvait être installé entre les deux mâts pour abriter un maximum de douze hommes d’équipage. Les dimensions typiques ont été rapportées comme suit : "80 pieds de long, 21 pieds de large et 11 pieds de profondeur", soit environ 24,4 m de long, pour 6,4 m de large et 3,3 m de hauteur de coque.
En raison du fiable tirant d'eau, les koffs étaient particulièrement bien adaptés pour la navigation côtière en eaux peu profondes. Les plus petits koffs pouvaient être équipés d'aile de dérive pour en améliorer la stabilité.